# 金泰昌
金 泰昌（キム・テチャン、1934年8月1日 - ）は、大韓民国の政治学者、哲学者。公共哲学共働研究所所長。

## 来歴
朝鮮清州生まれ。1957年延世大学校政治学部政治外交学科卒、1959年高等学校教師、1966年駐韓アメリカ経済協力センター企画補佐官、1969年インディアナ大学大学院社会学科修了、1972年サウスカロライナ大学大学院国際関係学科修了、1978年延世大学大学院政治学科博士課程修了、80年政治学博士（延世大学）。1969年忠北大学専任講師、助教授、副教授、85年教授。同大学行政学科長、政治外交学科長、社会科学研究所長、社会科学学部長、統一問題研究所長、92年行政大学院院長。公共哲学共働研究所所長。1990-92年東京大学客員教授。韓国国民勲章冬柏章受章。樹福書院院長。

## 著書
- 「星を数える心」
- 「人間、現実そして神」
- 「創造的人間と健康な社会」
- 「社会科学における挑戦」
- 「力のバランスを越えて」
- 「共産主義の基本理解とその批判」
- 「現代政治学概論」
- 「現代政治学入門」

## 日本語での著作
- 『共福の思想 地球時代の「フランシスコ的革命」を求めて』GEC出版 1992
- 『一韓民学者の初めて接した日本の彼方此方 日韓の共福実現を切願する対話の旅程』樹福書院 樹福新書 2012

### 日本語での共編著
- 『公共哲学』全10巻 佐々木毅共編 東京大学出版会 2002
- 『自治から考える公共性 公共哲学』西尾勝,小林正弥共編 東京大学出版会 2004
- 『都市から考える公共性 公共哲学』今田高俊共編 東京大学出版会 2004
- 『文化と芸能から考える公共性 公共哲学』宮本久雄共編 東京大学出版会 2004
- 『法律から考える公共性 公共哲学』長谷部恭男共編 東京大学出版会 2004
- 『リーダーシップから考える公共性 公共哲学』小林良彰共編 東京大学出版会 2004
- 『一神教とは何か 公共哲学からの問い』大貫隆,黒住真,宮本久雄共編 東京大学出版会 2006
- 『健康・医療から考える公共性 公共哲学』市野川容孝共編 東京大学出版会 2006
- 『宗教から考える公共性 公共哲学』稲垣久和共編 東京大学出版会 2006
- 『世代間関係から考える公共性 公共哲学』鈴村興太郎,宇佐美誠共編 東京大学出版会 2006
- 『組織・経営から考える公共性 公共哲学』山脇直司共編 東京大学出版会 2006
- 『知識人から考える公共性 公共哲学』平石直昭共編 東京大学出版会 2006
- 『シリーズ物語り論』全3巻　宮本久雄共編 東京大学出版会 2007
- 『東アジア歴史対話 国境と世代を越えて』三谷博共編 東京大学出版会 2007
- 『「おのずから」と「みずから」のあわい 公共する世界を日本思想にさぐる』竹内整一共編 東京大学出版会 2010
- 『公共する人間 3 横井小楠 公共の政を首唱した開国の志士』平石直昭共編 東京大学出版会 2010
- 『公共する人間 4 田中正造 生涯を公共に献げた行動する思想人』小松裕共編 東京大学出版会 2010
- 『公共哲学を語りあう 中国との対話・共働・開新』編著 東京大学出版会 2010
- 『公共する人間 5 新井奥邃 公快共楽の栄郷を志向した越境者』コール・ダニエル共編　東京大学出版会 2010
- 『ともに公共哲学する 日本での対話・共働・開新』編著 東京大学出版会 2010
- 『公共する人間 2 石田梅岩 公共商道の志を実践した町人教育者』片岡龍共編　東京大学出版会 2011
- 『公共する人間 1 伊藤仁斎 天下公共の道を講究した文人学者』片岡龍共編 東京大学出版会 2011